# El bosque animado, sentirás su magia
El bosque animado é um filme de animação lançado em 2001. Baseado na novela El bosque animado de Wenceslao Fernández Flórez, foi o primeiro filme de animação em 3D feito na Europa. Foi um sucesso do audiovisual galego.

## Em Portugal
A dobragem foi feita pelo estúdio Matinha, sediado em Lisboa, dirigida pelo ator Paulo Jorge Cabral de Figueiredo, mais conhecido como Paulo B. O filme participou no Fantasporto e no CINEECO (Festival internacional de Cinema e Vídeo de Ambiente Serra da Estrela da Iinternational Enviromental Film Festival Network).

## Características
Produzido por Dygra Films e dirigido por Ángel de la Cruz e Manolo Gómez, foi feito em 3D após um trabalho de 4 anos no qual participaram mais de 400 profissionais.

## Orçamento
O orçamento disponível ascendia a uns 550 millóns de pesetas, no primeiro ano de circulação dos euros, algo mais de 3'3 milhóns de euros da época. O filme foi visto por mais de meio milhão de pessoas.

## Prêmios e nomeamentos
O filme ganhou Melhor Filme de Animação nos Premios Goya de 2002. Além disso, ganhou os seguintes prêmios: Melhor Filme de Animação no Festival Internacional de Cinema Infantil de Chicago (Estados Unidos) em 2002, Prêmio da Crítica no Fantasporto (Portugal) em 2002, Melhor Filme no Carrousel International du Film em Rimousky em 2002 (Quebec, Canadá), Prêmio do Júri Infantil no ZLIN Festival em 2002 (República Checa), sete prêmios audiovisuais Chano Piñeiro do Audiovisual Galego (agora Premios Mestre Mateo da Galiza) (melhor filme, melhor direção, melhor roteiro, melhor banda sonora original, melhor iluminação, melhor direção artística e melhor direção de produção), Premio Comunicação da Xunta da Galiza em 2001, Prêmio AGAPI 2000 de Melhor Multimídia para o Site do Filme e Prêmio Rosa do Deserto no 1º Festival Internacional de Cinema do Saara, Tindouf, Argélia, 2003.
A cantora Luz Casal interpretou duas das músicas da trilha sonora do filme, ganhando também o prêmio Goya á Melhor Canção em 2002.